# Осінь приходить лісами
«Осінь приходить лісами» («Miškais ateina ruduo») — радянський художній фільм 1989 року, знятий режисером Раймондасом Вабаласом на Литовській кіностудії.

## Сюжет
За мотивами однойменного роману Марюса Катілішкіса. Дія картини відбувається у довоєнній Литві. У фільмі показано життя сільських мешканців, їхній побут, пристрасті. Головний герой фільму — лісоруб Тілюс, який мріє розбагатіти і заплутався у стосунках із кількома жінками.

## У ролях
- Арвідас Багдонас — Тілюс Гялажюс
- Інгріда Мікяльоніте — Агне Гужайте
- Нійоле Нармонтайте — Моніка Довейкене
- Повілас Станкус — Пятрас Довейка
- Гедимінас Гірдвайніс — Лаурінас
- Вальдас Ятаутіс — Крівіцкас
- Регіна Арбачяускайте — Вероніка, мати Агне
- Рімвідас Кальвяліс — Байкштіс
- Гражина Урбонайте — мати Тілюса
- Август Балтрушайтіс — роль другого плану
- Антанас Барчас — роль другого плану
- Р. Бецоніте — роль другого плану
- Аудріс Мечісловас Хадаравічюс — лікар
- Ляонас Цюніс — роль другого плану
- Нійоле Чижаускайте — Міле, сестра Агне
- Альбінас Келяріс — роль другого плану
- Лігіта Кондротайте — роль другого плану
- Альгірдас Кубілюс — роль другого плану
- Генрікас Кураускас — роль другого плану
- Альгірдас Лапьонас — роль другого плану
- Далюс Мертінас — молодий лісоруб
- Дарюс Мяшкаускас — син Йонаса
- Н. Мікутавічюте — роль другого плану
- Нійоле Мірончікайте — Юле, покоївка в будинку Пятраса Довейки
- Юозас Рігертас — роль другого плану
- Арнас Росенас — батько Агне
- Арунас Сакалаускас — письменник
- Вітаутас Томкус — Йонас
- В. Вайткус — роль другого плану
- Рамунас Жилакаускас — роль другого плану
- Вальдас Жильонас — роль другого плану
- Ляонас Змірскас — чоловік з пакетом біля поліцейського відділку

## Знімальна група
- Режисер — Раймондас Вабалас
- Сценарист — Раймондас Вабалас
- Оператор — Йонас Гріцюс
- Композитор — Бронісловас-Вайдутіс Кутавічюс
- Художники — Альгіс Скачкаускас, Ірена Вабалене